# Sebastian Escobar Castro
Jhoan Sebastian Escobar Castro (Manzanares Caldas, 18 de abril de 1987) es un fotógrafo colombiano, fue jefe de Prensa y Relaciones Públicas de la Alcaldía de Manzanares, en el gobierno de Jose Darío Ramírez Jiménez.

## Biografía
Hijo de Jose Henry Escobar Patiño (1940-2014) y Ana Olga Castro Yepes, nació en Manzanares Caldas, Colombia, el 18 de abril de 1987, se graduó como bachiller en 2006 de la Institución Educativa Manzanares. Estudió Gestión Pública y Gestión de Proyectos con la ESAP, luego inició estudios de comunicación social y Periodismo con la UNAD (Sin concluir) y Administración Pública Territorial en la Escuela Superior de Admistración Pública ESAP. 
Fue elegido en 2004 como consejero juvenil, siendo candidato independiente. Estas elecciones se realizaron en Colombia mediante la ley 375 de 1997,y tenían como propósito, fomentar nuevos liderazgos, espacios de participación e incidencia juvenil en los territorios. Ejerció el cargo el 1 de enero del año 2005 hasta el 31 de diciembre de 2007, allí impulsó la primera Política Pública de Juventud para el Municipio de Manzanares y participó en la construcción de la Política Pública de Juventud del Departamento de Caldas.
Posteriormente fue delegado como Consejero Departamental de Juventud y participó en el primer Encuentro Nacional de Consejos de Juventud realizado en Bogotá, en el año 2006, donde participaron representantes de los departamentos de Antioquia, Tolima, Cundinamarca, Valle del Cauca, Nariño, Atlántico, Caldas, Bogotá, Risaralda, Putumayo y Bolívar, y figuras de la política colombiana como Álvaro Uribe, Antonio Navarro, Antanas Mockus, Angelino Garzón, Eduardo Verano de la Rosa y Nicolás Uribe Rueda. De allí surgiría la necesidad de conformar un Consejo Nacional de Juventud y reformar la  ley de la Juventud. 
El 1 de enero del 2012, bajo el mandando del entonces alcalde José Darío Ramírez Jiménez, asumió el cargo como Jefe de Prensa de la Alcaldía de Manzanares. Su gestión fue reconocida por la apertura que le dio a dicha entidad en los medios de información digital a través de Facebook, Twitter, blogguer e Instagram y la implementación de la estrategia «Gobierno en Línea», lo que le mereció un reconocimiento por parte del Gobierno Nacional a través del Ministerio de Tecnologías de la Información y Comunicaciones. Creó el programa audiovisual denominado «La Esquina», emitido a través de YouTube, este programa trataba aspectos culturales, turísticos y ecológicos de Manzanares y tuvo una emisión de 12 capítulos, también creó el informativo «Manzanares con tejido social» un programa con formato de noticiero que resumía el acontecer diario en la alcaldía municipal. Desde su cargo ayudó a fomentar un hermanamiento entre los municipios de Manzanares, Ciudad Real España y Manzanares Caldas. Entregó el cargo el 31 de diciembre del año 2015.

## Candidatura al Concejo
El 11 de agosto del 2023, a través de su cuenta en Facebook, anunció su candidatura al Concejo municipal de Manzanares, para las elecciones del 29 de octubre del 2023, integrando la lista del Partido Liberal Colombiano.
A pesar de obtener una buena votación, no logró obtener curul,quedando en segundo lugar entre trece candidatos en la lista del Partido Liberal Colombiano, siendo superado por Juan Manuel Marin Montes, quien se quedó con el escaño y con la única representación del partido en la corporación.

### Lucha contra la corrupción
Desde el año 2020 preside Transparencia por Manzanares, una de las veedurias más destacadas en Colombia por su compromiso en la lucha contra la corrupción, la participación ciudadana y el control social, llevando a cabo investigaciones y denuncias por corrupción.